# تأثير الجزيرة
تأثير الجزيرة أو تأثير قناة الجزيرة هو مصطلح يُستخدم في العلوم السياسية والدراسات الإعلامية لوصف تأثير وسائل الإعلام الجديدة ووسائل الإعلام التقليدية على السياسة العالمية. ظهر هذا المفهوم عندما شاعَ أنّ قناة الجزيرة قادرة على التأثير في الحكومات العربية والعالمية وذلك من خلال تمكين الجماعات التي تفتقر سابقا لصوت عالمي وإيصال المعلومات لهم بشكل أو بآخر. بصفة عامة يُشير مصلطح تأثير الجزيرة إلى أثر شبكة الجزيرة الإعلامية على السياسة في العالم العربي.

## الأصل والاستخدام
أُنشئت قناة الجزيرة في عام 1996 حيث تلقت حينها تمويلًا من أمير قطر ثم أتت بمواهب في مجال الإعلام من الفرع العربي قناة بي بي سي البريطانية. بدأت الجزيرة تشتهر شيئًا فشيئًا من خلال اعتمادها على مبدأ الرأي والرأي الآخر ثم طوّرت من نفسها في وقت لاحق حيث حاولت كسر تقاليد الإعلام العربي وذلك بسبب ما اعتبرته سيطرة العديد من البلدان العربية على معظم أشكال الصحف والتلفزيون والصحافة كما أنّ هناك نقص في الصحافة الحرة المتاحة. ترى قناة الجزيرة أن الحكومات العربية لم تحترم مواطنيها واعتمدت على أبواق استخدمها الطغاة أو الجماعات السياسية في الوصول لهدفهم. سعى أمير قطر إلى كسر هذه التقاليد كما تبنّى أفكارا تقدمية من خلال توسيع المشاركة السياسية والسماح بعمل الصحافة المستقلة. وبالمثل فإنّ مؤسسي مجموعة الجزيرة عملوا على مواجهة الهيمنة الغربية على وجهة النظر والثقافة العربية طوال القرن الـ 20. في تلك الفترة كانت هناك سيطرة شبه تامّة لقناتي بي بي سي وسي إن إن على أخبار العرب ولم تكن تُناقش القضية العربية إلا من وجهة نظر غربية. يُعد وليام لافي يومانس أول من استخدم هذا المصطلح من خلال كتاب له بعنوان «تأثير الجزيرة: كيفَ تُعيد وسائل الإعلام الجديدة تشكيل السياسة العالمية» والذي صدر سنة 2008. ومع ذلك فقد استخدمَ سايمون هندرسون بدوره مصطلح «الدبلوماسيين في المنطقة» في وقت مبكر من عام 2000. كَرّر هندرسون استخدام مصطلح تأثير الجزيرة وأكد على أنّها نجحت فعليًا في التأثير على حكومات الشرق الأوسط التي تعتمد -أو كانت تعتمد- على احتكار المعلومات. زادت شعبية الجزيرة بسبب سهولة الوصول لها من خلال
التلفزيون الفضائي أو شبكة الإعلام. استخدمَ ثوماس مكفيل المصلطح في سياق آخر حيث أشارَ إلى التغييرات التي طرأت على وسائل الإعلام العربية.

## التأثير
أثرت قناة الجزيرة على الحكومات العربية كما كانت تفعل قناة سي إن إن في الدول الغربية. يرى بعضُ المحللين أن تأثير قناة الجزيرة يمكن أن يُوازي تأثير سي إن إن حيث تعتمد القناتان على تغطية الأحداث الدولية من خلال إبراز وجهة نظر الحكومة المُعارضة في الوقت ذاته. هناك فرق بين ما قامت به قناة سي إن إن وما اعتمدت عليه قناة الجزيرة فهذه الأخيرة وسّعت من نفوذها من خلال الاعتماد على أحدث وسائل الإعلام مثل صحافة المواطن، مدونات الرأي، راديو الإنترنت والبث الفضائي على عكسِ السي إن إن التي اعتمدت على الوسائل التقليدية لا غير. حسب الجزيرة فهي ترغب من خلال إعلامها الجديد في إعطاء الصوت لمن لا صوت له هذا ناهيك عن الحديث عن الفئات المهمشة التي تفتقر إلى وسائل الإعلام الخاصة بها مثل الشعب الكردي. لقد ساهمت وسائل الإعلام الجديدة في إضعاف احتكار العديد من الدول على المعلومات كما ساهمت في التقليل من رقابة هذه الدول على الإنترنت مثلما حصل في الصين. بالرغم من ذلك فقد تعرّضت وسائل الإعلام الجديدة للهجوم المتكرر ومحاولة ضرب مصداقيتها خاصة أنّها ساهمت بشكل كبير في التحول الديمقراطي والإصلاح السياسي في جميع أنحاء العالم. لاحظ وليام لافي يومانس أن تأثير الجزيرة بدأ يُعطي فعلا مفعوله من خلال التأثير على سياسة في الشرق الأوسط كما حدث في وقت مبكر من عام 2010 وبالضبط خلال الربيع العربي. حينها أثارت وسائل الإعلام الجديدة جدلا واسعا ويُرجع لها البعض السبب في كل الاضطرابات التي شهدتها المنطقة.